# Sátiras del suicidio romántico
Sátiras del suicidio romántico es una serie de dos pinturas realizadas por Leonardo Alenza y Nieto en 1839. Consta de Sátira del suicidio romántico y Sátira del suicidio romántico por amor. Actualmente ambas obras se conservan en el Museo del Romanticismo de Madrid. 

## Historia
Ambas piezas fueron adquiridas en París el 23 de diciembre de 1878 (aprox.) por Enrique Aguilera y Gamboa, marqués de Cerralbo. Años después de comprarlas, el marqués las donaría al entonces recién creado Museo Romántico en el año 1921. En la época en la que fueron creados, estos lienzos eran conocidos por el título ¡Los Románticos!.
Ambas obras son las más reconocidas de toda la producción del autor y también es considerada como una de las obras más románticas del arte español.
A pesar de su tamaño reducido, ambas obras cuentan con un alto detalle y una gran cantidad de elementos simbólicos. Es una de las obras que mejor refleja la idea de la época romántica, aproximándose directamente a la tragedia, el drama y lo terrible del Romanticismo.

## Elementos comunes

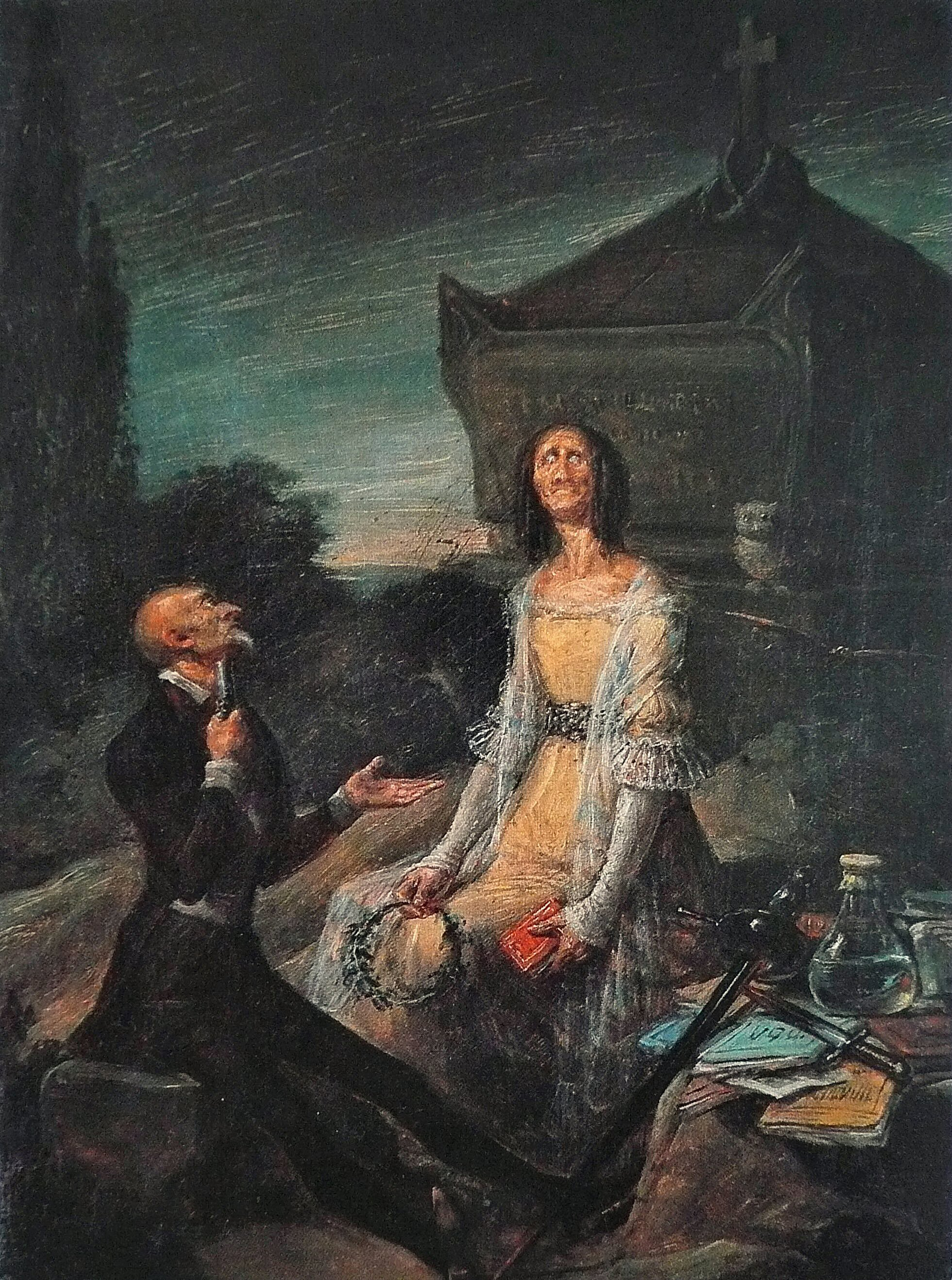
Sátira del suicidio romántico por amor

Al tratarse de dos obras "complementarias" y con un tema similar, podemos encontrar muchas similitudes a la hora de hablar de elementos pictóricos. Aquí, podemos hablar de la oscuridad que envuelve a ambas escenas, los contrastes de colores, las luces crepusculares, o los elementos iconográficos que se repiten en ambos lienzos como son,el bodegón macabro formado por libros ,la corona de laurel, la espada de cazoleta,el puñal ,la botella, elementos cortantes y toda una serie de artefactos dispuestos para el suicidio que en realidad son una crítica en tono caricaturesco a los excesos románticos.

## Relación con la literatura
Carolina Miguel Arroyo (2013) menciona que podría haber una relación entre la obra El Romanticismo y los Románticos (1837) de Ramón de Mesonero Romanos y estas obras, en el momento de inspirarse en las historias que cuentan. Es importante pues, tener en cuenta la importancia de la literatura en esta época, conocida como literatura romántica. 
En la obra mencionada, Mesonero Romanos relata de forma cómica el imaginario romántico. Se cree que Leonardo Alenza fuera conocedor de esta obra, ya que las obras tienen cierta similitud a la hora de relatar de forma ligeramente cómica y así lo han confirmado algunos autores.
Manuel Sánchez-Camargo también señala que las obras podrían tener posibles influencias en las obras de Francisco de Quevedo.